# Джули Бишоп (актриса)
Джули Бишоп (англ. Julie Bishop, 30 августа 1914 — 30 августа 2001) — американская актриса кино и телевидения. За всю карьеру снялась более в 80 фильмах.

## Биография
Жаклин Уэллс (англ. Jacqueline Wells) родилась 30 августа 1914 года в Денвере. С 1941 года в кино использовала псевдонимы Джули Бишоп и Диана Дюваль. В начале карьеры сыграв в фильмах Холера и Харди («Любой старый порт» и «Богемные девушки») подписала контракт с Warner Bros.. До смены имени играла в основном в фильмах «категории B» (до 1941 года таких было уже 50).
В 1943 году Бишоп снялась в фильме «Принцесса О’Рурк», вместе с Оливией дэ Хэвилленд и Робертом Каммингсом. Во время съёмок она познакомилась со своим вторым мужем, пилотом Кларенсом Шупом. Позже, Джули Бишоп сыграла в картинах «Действие в Северной Атлантике» и «Золушка Джонс».
В 1949 году Бишоп снялась в фильме «Пески Иводзимы» совместно с Джоном Уэйном. Он также была в числе актрис (Лорейн Дэй, Энн Доран, Джен Стерлинг и Клер Тревор), появившихся с Уэйном в драме 1954 года «Сильный и могущественный».
Джули Бишоп умерла от пневмонии 30 августа 2001 года в Мендосино, Калифорния. От второго брака у неё остались дочь, актриса Памела Сьюзан Шуп, и сын.

## Избранная фильмография
- 1923 — Майские дни
- 1924 — Капитан Блад
- 1934 — Чёрный кот
- 1947 — Прилив
- 1949 — Угроза